# El retorn del Dr. Phibes
 El retorn del Dr. Phibes  (títol original en anglès: Dr. Phibes Rises Again) és una pel·lícula estatunidenco—britànica dirigida per Robert Fuest, estrenada el 1972. Ha estat doblada al català.

## Argument
Un decenni ha passat des dels terribles esdeveniments que han construït la sinistra reputació del doctor Phibes. Avui, l'abominable Doctor fa via cap a Egipte en companyia del cos de la seva difunta esposa. Per portar la seva dona a la vida gràcies a les invocacions espirituals,Phibes es posa una vegada més a escampar sang.

## Repartiment
- Vincent Price: El Doctor Anton Phibes
- Robert Quarry: Darius Biederbeck
- Peter Jeffrey: l'inspector Trout
- Fiona Lewis: Diana Trobridge, la filla de Darius
- Hugh Griffith: Harry Ambrose
- John Cater: Sir Wayne Waverley
- Gerald Sim: Hackett
- Lewis Fiander: Baker
- John Thaw: Shavers
- Peter Cushing: el capità del naviu
- Beryl Reid: Miss Ambrose
- Terry-Thomas: Lombardo
- Keith Buckley: Stewart
- Valli Kemp: Vulnavia
- Milton Reid: el valet de Biederbeck

## Al voltant de la pel·lícula
- El rodatge va comença el 6 de desembre de 1971 i es va desenvolupar als estudis d'Elstree. Les escenes del deserts van ser rodades a Espanya.
- La pel·lícula és continuació de L'abominable Dr. Phibes (1971), igualment dirigida per Robert Fuest.
- Virginia North, que interpretava Vulnavia a la primera pel·lícula, estava embarassada en el rodatge i no podia doncs tornar a fer el seu paper.
- Alguns dels personatges són anomenats com músics de jazz: Bix Beiderbecke, Chet Baker, Charlie Shavers, Guy Lombardo, Bill Stewart…
- Es tracta de l'última pel·lícula de l'actor Vincent Price per la productora American International Pictures.

## Banda original
- Over the Rainbow, compost per Harold Arlen
- You Stepped Out of a Dream, compost per Nacio Herb Brown i Gus Kahn

## Premis i nominacions
- Premi al millor director en el Festival internacional de cinema de Catalunya el 1974.
- El film va ser en competició al Festival internacional de cinema fantàstic d'Avoriaz 1974.